# Samuel Vance
Samuel Vance (n. 30 martie 1879, Oxford County⁠(d), Ontario, Canada – d. 16 mai 1947, Tillsonburg⁠(d), Ontario, Canada) a fost un trăgător de tir ce a reprezentat Canada, medaliat olimpic. A participat la o ediție a Jocurilor Olimpice (1924) în care a câștigat o medalie de argint.